# Christian Terlizzi
Christian Terlizzi (Roma, 22 novembre 1979) è un allenatore di calcio ed ex calciatore italiano, di ruolo difensore, tecnico della formazione Under-13 della Roma.

## Caratteristiche tecniche

### Giocatore
È un difensore centrale abile nel colpo di testa sia in fase difensiva sia in quella offensiva; un suo limite è la velocità.
Nelle prime quattro giornate del campionato 2005-2006 mise a segno quattro reti, rimanendo in cima alla classifica marcatori per alcune settimane. Addirittura l'allenatore Luigi Delneri, durante l'incontro di Coppa Italia Palermo-Bari (5-4), lo schierò centravanti e il giocatore segnò il gol del momentaneo 4-2.

## Carriera

### Giocatore

#### Club
Iniziò nel Lanuvio Campoleone, poi passò all'Albalonga. La carriera professionistica di Terlizzi inizia nel 1996, quando viene ingaggiato dalla terza squadra di Roma, la Lodigiani: in quell'anno, esordisce in Serie C1, facendo registrare una presenza, mentre nella stagione successiva entra in campo per due volte.
Dopo vari campionati in Serie D, con formazioni come Tivoli, Castelli Romani, Termoli e Selargius, nel settembre del 2001 viene ingaggiato dal Teramo allora militante in Serie C2, per poi giocare con il Cesena nella stagione 2002-2003.
Nel 2003 passa al Palermo, con cui vince il campionato di Serie B e l'annata seguente esordisce in Serie A, precisamente il 22 settembre 2004 nella partita con la Fiorentina terminata 0-0. Chiude l'annata con 13 presenze e una rete, ottenendo con la squadra la prima qualificazione in Coppa UEFA della storia del Palermo. Nella stagione 2005-2006 gioca 21 partite segnando 5 gol; l'annata frutta al Palermo la qualificazione alla Coppa UEFA grazie a Calciopoli.
Nell'estate del 2006 si trasferisce, insieme al compagno Pietro Accardi, alla Sampdoria con la formula della compartecipazione. La stagione in maglia blucerchiata non va però secondo le aspettative, e Terlizzi scende in campo solamente in 4 occasioni in campionato.
Il 5 luglio 2007, ancora a metà fra Palermo e Sampdoria, si trasferisce al Catania inizialmente in prestito; il 18 luglio viene riscattato interamente del Palermo che lo cede ai rossoazzurri a titolo definitivo. Nella stagione 2007-2008 è titolare inamovibile, mentre nel 2008-2009 non riesce a trovare molto spazio, grazie alla nuova coppia di centrali del Catania Silvestre-Stovini. Successivamente colleziona pochissime convocazioni e gioca con la squadra Primavera rossoazzurra, per tornare però titolare il 17 maggio 2009 nella gara contro la Roma persa dal Catania per 4-3. Il 14 novembre 2010, nel derby contro il Palermo, disputatosi a Palermo e vinto 3-1 dai padroni di casa, segna la rete del momentaneo pareggio, senza esultare poiché ex giocatore della squadra rosanero.
A gennaio del 2011 la squadra catanese gli offre il prolungamento del contratto per altri due anni, ma lui rifiuta. Chiude quindi la quarta e ultima stagione a Catania svincolandosi dopo un altro contratto rifiutato. In quattro anni con la maglia rossazzurra ha collezionato 73 presenze in Serie A con tre reti all'attivo.
Il 2 agosto successivo viene tesserato dal Varese, società di Serie B, con cui firma un contratto biennale; è la seconda esperienza per lui in questa categoria. Esordisce in maglia biancorossa il 14 agosto in Varese-Avellino (0-1) del secondo turno di Coppa Italia, giocando titolare.
Il 21 gennaio 2012 realizza il suo primo gol sia nel campionato cadetto che con la maglia del Varese, che sblocca la partita finita 2-1 contro il Crotone. Chiude la stagione regolare del campionato, in cui ha giocato da titolare, con 30 presenze e 4 gol. Con il Varese prende poi parte a 3 delle 4 partite dei play-off, terminati con la sconfitta nella finale contro la Sampdoria, segnando due reti in entrambe le gare delle semifinali contro l'Hellas Verona.
Dopo un'ottima stagione con il Varese, il 7 agosto 2012 viene depositato dal neopromosso Pescara il contratto presso la Lega Calcio, tornando così a giocare in Serie A.
Il 31 gennaio 2013, ultimo giorno di calciomercato, passa in prestito al Siena.
Dopo aver fatto ritorno al Pescara nel luglio 2013, il 22 agosto viene acquistato dal Trapani, club neopromosso in Serie B. Il 21 marzo mette a segno la sua prima rete in maglia granata contro la sua ex squadra, il Varese, con un colpo di testa su calcio d'angolo.. Il 29 novembre sigla il gol decisivo su calcio di rigore al 97' contro lo Spezia che dà la vittoria ai granata per 3-2.
Dopo essere rimasto svincolato dal Trapani si accasa al Paceco, altra squadra siciliana promossa in Serie D, nel campionato 2017-2018.
Nel 2015 ha fondato una scuola-calcio a Palermo, chiamata "New Team".

#### Nazionale
Il 16 agosto 2006 ha fatto il suo esordio con la maglia della Nazionale, nella partita amichevole giocata a Livorno contro la Croazia, vinta 2-0 dagli ospiti.

### Allenatore
Nell'estate 2020 inizia la carriera da allenatore nelle giovanili della Lazio, chiamato a guidare la squadra Under-16 delle Aquile.
Nel settembre del 2022 consegue il patentino UEFA A a Coverciano che abilita ad allenare formazioni giovanili e squadre fino alla Lega Pro e consente di essere allenatore in seconda in Serie A e B.

## Controversie
Il 24 giugno 2015, insieme ai compagni Daì e Pagliarulo, riceve un avviso di garanzia in merito alla presunta combine della partita Catania-Trapani (4-1 con gol e autogol di Terlizzi) del campionato di Serie B 2014-2015, che ha portato all'arresto, tra gli altri, il presidente del Catania Pulvirenti e l'ex direttore sportivo degli etnei Delli Carri.

## Statistiche

### Presenze e reti nei club
| Stagione         | Squadra          | Campionato       | Campionato | Campionato | Coppe nazionali | Coppe nazionali | Coppe nazionali | Coppe continentali | Coppe continentali | Coppe continentali | Altre coppe | Altre coppe | Altre coppe | Totale | Totale |
| Stagione         | Squadra          | Comp             | Pres       | Reti       | Comp            | Pres            | Reti            | Comp               | Pres               | Reti               | Comp        | Pres        | Reti        | Pres   | Reti   |
| ---------------- | ---------------- | ---------------- | ---------- | ---------- | --------------- | --------------- | --------------- | ------------------ | ------------------ | ------------------ | ----------- | ----------- | ----------- | ------ | ------ |
| 1995-1996        | Lodigiani        | C1               | 0          | 0          | CI-C            | 0               | 0               | -                  | -                  | -                  | -           | -           | -           | 0      | 0      |
| 1996-1997        | Lodigiani        | C1               | 1          | 0          | CI-C            | 0               | 0               | -                  | -                  | -                  | -           | -           | -           | 1      | 0      |
| 1997-1998        | Lodigiani        | C1               | 2          | 0          | CI-C            | 0               | 0               | -                  | -                  | -                  | -           | -           | -           | 2      | 0      |
| Totale Lodigiani | Totale Lodigiani | Totale Lodigiani | 3          | 0          |                 | 0               | 0               |                    | -                  | -                  |             | -           | -           | 3      | 0      |
| 1998-1999        | Tivoli           | CND              | 24         | 4          | -               | -               | -               | -                  | -                  | -                  | -           | -           | -           | 24     | 4      |
| 1999-2000        | Castelli Romani  | CND              | 18         | 3          | CI-D            | 0               | 0               | -                  | -                  | -                  | -           | -           | -           | 18     | 3      |
| 2000-gen. 2001   | Selargius        | D                | 9          | 0          | CI-D            | 0               | 0               | -                  | -                  | -                  | -           | -           | -           | 9      | 0      |
| gen.-giu. 2001   | Termoli          | D                | 8          | 0          | CI-D            | -               | -               | -                  | -                  | -                  | -           | -           | -           | 8      | 0      |
| 2001-2002        | Teramo           | C2               | 21         | 1          | CI-C            | 0               | 0               | -                  | -                  | -                  | -           | -           | -           | 21     | 1      |
| 2002-2003        | Cesena           | C1               | 28+1       | 1          | CI-C            | 0               | 0               | -                  | -                  | -                  | -           | -           | -           | 29     | 1      |
| 2003-2004        | Palermo          | B                | 12         | 0          | CI              | 3               | 0               | -                  | -                  | -                  | -           | -           | -           | 15     | 0      |
| 2004-2005        | Palermo          | A                | 15         | 1          | CI              | 4               | 0               | -                  | -                  | -                  | -           | -           | -           | 19     | 1      |
| 2005-2006        | Palermo          | A                | 21         | 5          | CI              | 4               | 1               | CU                 | 8                  | 1                  | -           | -           | -           | 33     | 7      |
| Totale Palermo   | Totale Palermo   | Totale Palermo   | 48         | 6          |                 | 11              | 1               |                    | 8                  | 1                  |             | -           | -           | 67     | 8      |
| 2006-2007        | Sampdoria        | A                | 4          | 0          | CI              | 2               | 0               | -                  | -                  | -                  | -           | -           | -           | 6      | 0      |
| 2007-2008        | Catania          | A                | 25         | 1          | CI              | 2               | 0               | -                  | -                  | -                  | -           | -           | -           | 27     | 1      |
| 2008-2009        | Catania          | A                | 19         | 0          | CI              | 1               | 0               | -                  | -                  | -                  | -           | -           | -           | 20     | 0      |
| 2009-2010        | Catania          | A                | 17         | 0          | CI              | 2               | 0               | -                  | -                  | -                  | -           | -           | -           | 19     | 0      |
| 2010-2011        | Catania          | A                | 12         | 2          | CI              | 2               | 0               | -                  | -                  | -                  | -           | -           | -           | 14     | 2      |
| Totale Catania   | Totale Catania   | Totale Catania   | 73         | 3          |                 | 7               | 0               |                    | -                  | -                  |             | -           | -           | 80     | 3      |
| 2011-2012        | Varese           | B                | 30+3       | 4+2        | CI              | 1               | 0               | -                  | -                  | -                  | -           | -           | -           | 34     | 6      |
| 2012-gen. 2013   | Pescara          | A                | 11         | 2          | CI              | 1               | 0               | -                  | -                  | -                  | -           | -           | -           | 12     | 2      |
| gen.-giu. 2013   | Siena            | A                | 9          | 0          | CI              | -               | -               | -                  | -                  | -                  | -           | -           | -           | 9      | 0      |
| 2013-2014        | Trapani          | B                | 31         | 1          | CI              | 1               | 0               | -                  | -                  | -                  | -           | -           | -           | 32     | 1      |
| 2014-2015        | Trapani          | B                | 27         | 5          | CI              | 0               | 0               | -                  | -                  | -                  | -           | -           | -           | 27     | 5      |
| 2015-2016        | Trapani          | B                | 5          | 0          | CI              | 0               | 0               | -                  | -                  | -                  | -           | -           | -           | 5      | 0      |
| 2016-2017        | Trapani          | B                | 0          | 0          | CI              | 0               | 0               | -                  | -                  | -                  | -           | -           | -           | 0      | 0      |
| Totale Trapani   | Totale Trapani   | Totale Trapani   | 63         | 6          |                 | 1               | 0               |                    | -                  | -                  |             | -           | -           | 64     | 6      |
| 2017-2018        | Paceco           | D                | 19         | 4          | CI-D            | -               | -               | -                  | -                  | -                  | -           | -           | -           | 19     | 4      |
| Totale carriera  | Totale carriera  | Totale carriera  | 366+4      | 34+2       |                 | 23              | 1               |                    | 8                  | 1                  |             | -           | -           | 401    | 38     |

### Cronologia presenze e reti in nazionale
| Cronologia completa delle presenze e delle reti in nazionale ― Italia | Cronologia completa delle presenze e delle reti in nazionale ― Italia | Cronologia completa delle presenze e delle reti in nazionale ― Italia | Cronologia completa delle presenze e delle reti in nazionale ― Italia | Cronologia completa delle presenze e delle reti in nazionale ― Italia | Cronologia completa delle presenze e delle reti in nazionale ― Italia | Cronologia completa delle presenze e delle reti in nazionale ― Italia | Cronologia completa delle presenze e delle reti in nazionale ― Italia |
| Data                                                                  | Città                                                                 | In casa                                                               | Risultato                                                             | Ospiti                                                                | Competizione                                                          | Reti                                                                  | Note                                                                  |
| --------------------------------------------------------------------- | --------------------------------------------------------------------- | --------------------------------------------------------------------- | --------------------------------------------------------------------- | --------------------------------------------------------------------- | --------------------------------------------------------------------- | --------------------------------------------------------------------- | --------------------------------------------------------------------- |
| 16-8-2006                                                             | Livorno                                                               | Italia                                                                | 0 – 2                                                                 | Croazia                                                               | Amichevole                                                            | -                                                                     | 36’                                                                   |
| Totale                                                                |                                                                       | Presenze                                                              | 1                                                                     |                                                                       | Reti                                                                  | 0                                                                     |                                                                       |

## Palmarès

### Giocatore

#### Club
- Campionato italiano Serie C2: 1

Teramo: 2001-2002
- Campionato italiano di Serie B: 1

Palermo: 2003-2004